# Завгородній Анатолій Петрович
Анато́лій Петро́вич Завгоро́дній (28 грудня 1929, Знаменка — 27 серпня 2009, Миколаїв) — український художник; член Спілки радянських художників України з 1967 року.

## Біографія
Народився 28 грудня 1929 року в селі Знаменці (нині Алтайський край, Російська Федерація) в сім'ї тесляра. В 1937 році переїхав до Казахської РСР, де у селі Баканасі Алматинської області закінчив середню школу. В роки німецько-радянської війни працював радистом на військовому аеродромі.
В 1947 році переїхав до Миколаєва, де працював учнем художника в майстерні кінореклами при обласному управлінні культури. Упродовж 1950—1953 років проходив військову службу в Збройних Силах СРСР. Член КПРС з 1953 року. У 1953—1954 роках навчався у Миколаївському будинку народної творчості. З 1954 року працював в майстернях художнього фонду УРСР, вступив до Миколаївського товариства художників. У 1970 році виступив одним із засновників створення Миколаївської обласної організації Спілки художників України.
Мешкав у Миколаєві в будинку на вулиці Нікольській, № 49, квартира № 10. Помер 27 серпня 2009 року у Миколаєві, де і похований.

## Творчість
Працював у галузях станкового живопису і графіки (створював натюрморти, пейзажі, портрети), монументально-декоративного мистецтва. Серед робіт:
- «На розвантаження» (1956);
- «Бейкуш. Осінь» (1957);
- «Бейкуш. Шторм» (1959);
- «Рибалка. Дядько Марко» (1959);
- «Перед путиною» (1959—1961, етюд; Миколаївський художній музей);
- «Рибаківка» (1960, Миколаївський художній музей);
- «Скіфський край» (1960);
- «Рибалки» (1960);
- «Перед ловом» (1961);
- «Китобаза „Радянська Україна“ будується» (1963);
- «Герой Соціалістичної Праці трактористка Надія Стоян» (1967);
- «Нульовий стапель» (1985);
- «Дощ у Венеції» (1985);
- «Крейсер „Київ“ у нейтральних водах» (1986);
- «Біля острова Березань» (1999);
- «Блакитна Венеція» (1999);
- «Старий Миколаїв» (1999);
- «Встань і йди» (1999);
- «Рибаківка. Чекають рибалок» (2001).

серії
- «Миколаїв — колиска Чорноморського флоту» (1959—1976);
- «Миколаїв — місто корабелів» (гуаш, 1964—1965);
- «По Криму» (1965—1987);
- «Чорноморський суднобудівний» (1968—1977);
- «Миколаїв — корабельний край» (гуаш, 1966—1971);
- «У рибалок Бузького лиману» (1971—1988);
- «Біля рідних берегів» (темпера, пастель, гуаш, 1973—1977);
- «По містах-героях» (1974—1978);
- «Азовсталь» (1976);
- «По Угорщині» (1980—1987);
- «Королівський замок» (1981—1983);
- «Ґранд-канал» (1984—1986);
- «По Італії» (1984—1987);
- «Зустріч в океані» (1988);
- «Витівки Воланда» (1989, за мотивами роману Михайла Булгакова «Майстер і Маргарита»);
- «Недобра квартира» (1990, за мотивами роману Михайла Булгакова «Майстер і Маргарита»);
- «По Венеції» (1990).

монументальні роботи
- стела-монумент «Десант Костянтина Ольшанського» у сквері 68-ми моряків десантників в Миколаєві (1965);
- вітражі у Миколаївському палаці урочистих подій (1965—1968).

Учасник обласних, республіканських і міжнародних виставок з 1956 року. У 1968 році його роботи експонувалися у Чехословаччині. Персональні виставки відбулися у Миколаєві у 1963, 1968, 1983 роках, Новоросійську, Керчі, Севастополі, Одесі у 1974 році, Очакові у 1989 році, Києві у 1991, 2004 роках.
Крім згаданого музею, роботи художника зберігаються у Миколаївському музеї суднобудування і флоту, Очаківському музеї мариністичного живопису, інших музеях України та багатьох музеях колишнього Радянського Союзу, в картинних галереях і приватних зібраннях багатьох країн Азії, Америки, Європи.

## Відзнаки[1]
- Медаль «За доблесну працю у Великій Вітчизняній війні 1941—1945 рр.»;
- Орден «Знак Пошани» (1971);
- Заслужений художник УРСР (1977);
- Миколаївська обласна премія імені Миколи Аркаса (1994);
- «Городянин року Миколаєва» у номінації «Мистецтво» (2004);
- Почесний знак Міністерства культури і мистецтв;
- Почесна грамота Кабінету Міністрів України.

2009 року потрапив до проєкту Указу Президента України про присвоєння звання «Народний художник України», але до нагородження не дожив.

## Вшанування

Меморіальна дошка.

5 жовтня 2012 року на будинку по вулиці Нікольскій № 49/1, де жив художник, відкрито меморіальну дошку (автор — скульптор Іван Булавицький).